# Mountain View (hrabstwo Natrona)
Mountain View – jednostka osadnicza w Stanach Zjednoczonych, w stanie Wyoming, w hrabstwie Natrona.